# Atriplex
Atríplice (Atriplex)  é um gênero botânico da família das amarantáceas.

## Espécies
Entre 100-200 espécies, incluindo:
- A. acadiensis Tascher.
- A. acanthocarpa (Torr.) S.Wats.
- A. alaskensis S.Wats.
- A. ammaniana Bess.
- A. A.Nelson (pro sp.)
- A. argentea Nutt.
- A. asterocarpa Stutz, Chu & Sand.
- A. barclayana (Benth.) D.Dietr.
- A. bonnevillensis C.A.Hanson
- A. californica Moq.
- A. calotheca
- A. canescens (Pursh) Nutt.
- A. chenopodoides
- A. confertifolia (Torr. & Frém.) S.Wats.
- A. cordulata Jeps.
- A. coronata S.Wats.
- A. corrugata S.Wats.
- A. coulteri (Moq.) D.Dietr.
- A. cristata Humb. & Bonpl. ex Willd.
- A. cuneata A.Nels.
- A. depressa Jeps.
- A. drymarioides Standl.
- A. eardleyae Aellen
- A. elegans (Moq.) D.Dietr.
- A. erecticaulis Stutz, Chu & Sand.
- A. falcata (M.E.Jones) Standl.
- A. franktonii Tasch.
- A. fruticulosa Jeps.
- A. gardneri (Moq.) D.Dietr.
- A. garrettii Rydb.
- A. glabriuscula Edmondston
- A. gmelinii C.A.Mey. ex Bong.
- A. graciliflora M.E.Jones
- A. griffithsii Standl.
- A. halimus L.
- A. holocarpa F.Muell.
- A. hortensis L.
- A. hymenelytra (Torr.) S.Wats.
- A. joaquiniana A.Nels.
- A. johnstonii C.B.Wolf
- A. jordanica Danin
- A. klebergorum M.C.Johnston
- A. laciniata L.
- A. lampa (Moq.) Gillies ex Small
- A. lentiformis (Torr.) S.Wats.
- A. leucophylla (Moq.) D.Dietr.
- A. lindleyi Moq.
- Atriplex linifolia
- A. littoralis L.
- A. loureiroi Kostel.
- A. matamorensis A.Nels.
- A. maximowicziana Makino
- A. micrantha Ledeb.
- A. minuscula Standl.
- A. minuticarpa Stutz & Chu
- A. muelleri Benth.
- A. navajoensis C.A.Hanson
- A.×neomexicana ]] Standl. (pro sp.)

## Classificação do gênero
| Sistema | Classificação                    | Referência               |
| ------- | -------------------------------- | ------------------------ |
| Linné   | Classe Polygamia, ordem Monoecia | Species plantarum (1753) |